# Babino Polje
Babino Polje falu Horvátországban, Dubrovnik-Neretva megyében. Mljet szigetének legnagyobb települése és közigazgatási központja.

## Fekvése
Dubrovnik városától légvonalban 45 km-re északnyugatra, Mljet szigetének középső részén, a sziget legmagasabb hegye az 513 méter magas Veliki grad alatt, az azonos nevű termékeny mező felett fekszik. Főbb településrészei: Zabriježje, Sršenovići és Zadublje. Legközelebbi kikötője Sobra 6 km-re található.

## Története
Babino Polje területe ősidők óta lakott. A határában található barlangokban (Ostaševica, Odisejeva) minden bizonnyal már az ősember is meghúzta magát. Az itt élt első ismert nép az illírek voltak, akik az i. e. 2. évezredtől fogva éltek itt magaslatokon épített erődített településeken és kövekből rakott halomsírokba temetkeztek. A település határában több ókori illír erődített település maradványai megtalálhatók többek között a Veliko brdo, Veliki grad, Mali grad és Gradina nevű magaslatokon. Halomsírjaik megtalálhatók a település határában Njivice, Polje od lokava, Dol, Kruševac polje, Glogovac, Matanovići és Sršenovići nevű helyeken, de rajtuk kívül több határrész is ismert, ahol ezek a halomsírok már megsemmisültek. Az illírek i. e. 35-ig uralták a térséget, amikor Octavianus hadai végső győzelmet arattak felettük. A Nyugatrómai Birodalom bukása után 493-tól a keleti gótok uralták a szigetet. 535-ben Mljet Dalmáciával együtt a Bizánci Császárság uralma alá került. A horvátok ősei a 7. században érkeztek Dalmáciába és csakhamar megalapították első településeiket Mljet szigetén is. Ezek elsőként a termékeny mező melletti, ivóvízzel rendelkező helyeken alakultak ki.
Babino Polje a sziget legrégebbi horvátok által alapított települései közé tartozott. A legenda szerint e területet Deša zahumljei herceg adományozta egy öreganyó (horvátul baba) jótanácsáért, melyet az ellenséges herceggel vívott csatája idején adott neki. Így lett a falu neve Babino polje, azaz anyó mezeje. Tőle származik az a tizenkét család, melyek nevéből alkotott tizenkét település ma is fellelhető a szigeten: Andričevići, Hajdići, Stražičići, Hazdovčići, Sršenovići, Čumbelići, Matanovići, Benkovići, Marketi, Lazovići, Dabelići és Palunčići. A babino poljeiek a 11. században felépítették első templomukat, melyet Szent Pankraciusz, a sziget első védőszentje tiszteletére szenteltek. Ljutovit zahumljei herceg a templomnak adományozta mindazt a területet, mely körülötte terület el, megfenyegetve minden helyi lakost, hogy ne merészeljék igényelni vagy elfoglalni ezt a birtokot. Ez az adomány, mely a legnagyobb birtok volt a szigeten később a lokrumi bencés apátság tulajdonába ment át. A bencések a templom mellé felépítették Szent Andrásnak szentelt kolostorukat is. A településen már a 11. században megalapították a plébániát, ezzel Babino Polje az egész sziget egyházi központja lett. Első említése 1222-ben a sziget legnagyobb településeként történt. Miután a 12. században a pulsanoi bencések letelepedtek a sziget nyugati részén megkezdődtek a birtokviták a lokrumi atyákkal. Végül 1220-ban a Szent Pankraciusz templom és birtokai a pulsanoi atyák tulajdonába mentek át. A bencések felépítették a Sotnicát, azt az uradalmi épületet, ahonnan birtokaikat, benne a szőlőhegyeket és a környező mezőket igazgatták.
1410-től a szigettel együtt Babino Polje is a Raguzai Köztársaság része lett, mely Šipan és Otok kormányzóját helyezte a sziget közigazgatásának élére. A kormányzó kezdetben csak háromszor tíz napot töltött a szigeten, majd amikor a 15. század végén Babino Poljén felépült a kormányzói palota a köztársaság megszűnéséig a szigeten maradt. 1624-ben a szigetre domonkosok is érkeztek, akik a Szent Pankráciusz templom mellett felépítették saját kolostorukat. 1806-ban Dalmáciával együtt a Raguzai Köztársaságot legyőző franciák uralma alá került, de Napóleon bukása után 1815-ben a berlini kongresszus Dalmáciával együtt a Habsburgoknak ítélte. 1857-ben 670, 1910-ben 912 lakosa volt. Iskoláját 1867-ben nyitották meg, de csak az 1955/56-os tanévtől működik nyolcosztályos iskolaként. Ma itt működik az egész sziget egyetlen alapiskolája. A 20. század elejére Babino Polje lett Mljet község közigazgatási központja. 1918-ban az új szerb-horvát-szlovén állam, majd később Jugoszlávia része lett. A település 1991-től a független Horvátországhoz tartozik. 2011-ben 270 lakosa volt. Lakói főként szőlőtermesztéssel, mezőgazdasággal foglalkoznak.

## Népesség
| Lakosság változása | Lakosság változása | Lakosság változása | Lakosság változása | Lakosság változása | Lakosság változása | Lakosság változása | Lakosság változása | Lakosság változása | Lakosság változása | Lakosság változása | Lakosság változása | Lakosság változása | Lakosság változása | Lakosság változása | Lakosság változása |
| ------------------ | ------------------ | ------------------ | ------------------ | ------------------ | ------------------ | ------------------ | ------------------ | ------------------ | ------------------ | ------------------ | ------------------ | ------------------ | ------------------ | ------------------ | ------------------ |
| 1857               | 1869               | 1880               | 1890               | 1900               | 1910               | 1921               | 1931               | 1948               | 1953               | 1961               | 1971               | 1981               | 1991               | 2001               | 2011               |
| 670                | 683                | 740                | 793                | 802                | 912                | 920                | 966                | 907                | 857                | 791                | 660                | 562                | 398                | 336                | 270                |

## Nevezetességei
- A Sotnica a bencések uradalmi központja a 13. században épült. Innen igazgatták a rend birtokait és itt őrizték jövedelmeit. Amíg a sziget nem tartozott a Raguzai Köztársasághoz itt volt a közigazgatási központja is. A bencések fennhatósága idején itt vezették a mljeti kancellária könyveit, a jegyzői iratokat, őrizték a végrendeleteket, a szerződéseket, panaszleveleket. Az épület erkélyén a sziget leghosszabb máig fennmaradt középkori felirata olvasható.

- A kormányzói palota a 15. század végén épült reneszánsz stílusban. Építését a raguzai nagytanács határozta el, miután úgy döntött, hogy a kormányzó a szigetet ne azon kívülről irányítsa, hanem a sziget lakói maguk közül válasszanak praetort. A bejárat felett a Raguzai Köztársaság Praetori Hivatala felirat olvasható latin nyelven az 1554-es évszámmal. Az épületen belül tágas udvar található előtte terasszal és kúttal. Délkeleti oldalán építették a kaštelnek nevezett erődöt, ahol állandó őrség állt őrizve a palota bejáratait, de el lehetett látni a Mljeti-csatornáig, sőt a nyílt tengerre is. Amennyiben hadihajót, vagy kalózhajót észleltek rögtön riadóztatták a kormányzót és a sziget lakosságát.

- Szent Pál apostol tiszteletére szentelt plébániatemploma a település közepén áll. A településnek már a 11. század óta volt egy régi plébániatemploma Szent Pankráciusznak szentelve,[4] de ez három évszázad múltán tönkrement. Ezért a helyiek a raguzai hatóságokkal egyetértésben elhatározták, hogy a régi templom közelében a köztársaság védőszentjének Szent Balázsnak a tiszteletére új templomot emelnek. Az új templomot 1424-ben szentelték plébániatemplommá. A 19. század második felében a település mellett új plébániaházat építettek, majd melléje új templomot emeltek, melyet Szent István vértanú tiszteletére szenteltek fel. A II. világháborút követően a kommunista hatóságok elfoglalták a plébánia épületét és a papokat arra kényszerítették, hogy a templomot használják lakás céljára. 1963-ban az épületben tárolt benzin gőze lángra kapott és a templom kiégett. 1965-ben a nemzetközi karitász támogatásával helyreállították és Szent Pál apostol tiszteletére újraszentelték. A templom mellé 1968-ban építették a harangtornyot.

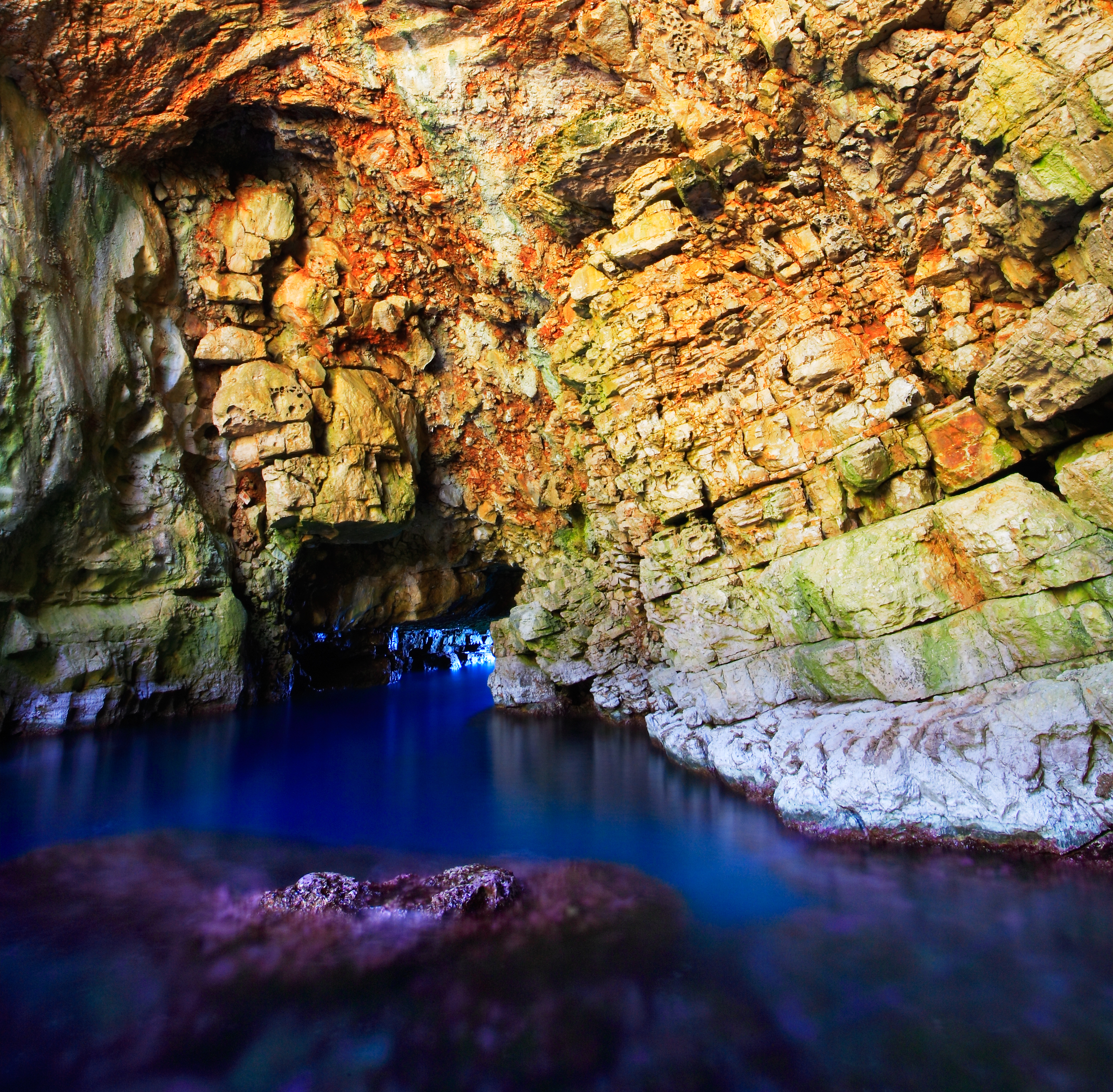
Az Odüsszeusz-barlang bejárata a tenger felől

- A Szent Balázs templom a település régi plébániatemploma a 14. században épült. 1424-től a mai plébániatemplom felépüléséig volt a plébánia központja.

- Szent Mihály-templom egy kora középkori templom a településtől nyugatra, a Sutmiho nevű helyen.[5]

- A Szent András-templomot a 15. században említik először.[6]

- Szent György templom romjai a Suđurađ mezőn.

- Szent János templom

- Szent Megváltó templom

- Irgalmas Szűzanya templom

- A település fő természeti látványossága az Odüsszeusz-barlang. Egy tojás alakú, néhány tíz méter átmérőjű föld alatti terem. Beomlott boltozata miatt a szárazföldi oldalról egy nagy gödörnek néz ki, alját pedig a tenger vize tölti ki. A barlangot a tengertől elválasztó mészkősziklákon át egy ívelt, 20 méter hosszú, 4 méter széles és másfél méter magas átjáró nyílik, melyen keresztül a tenger felől úszva, vagy kisebb csónakokon is megközelíthető. A nyári hónapokban, amikor a nap fénye a legerősebben sugárzik a barlang területére a tengerben a fény a szivárvány színeire bomlik, mely különösen kedvelt fotótémája az ide látogató turistáknak. A barlang korábban a mediterrán barátfóka tartózkodási helye volt. A helyi legenda szerint Odüsszeusz túlélve a hajótörést beúszott a barlangba, ahol menedékre talált. A szigeten Kalüpszó nimfa uralkodott és Odüsszeusz alávetve magát uralmának és a sziget szépségeinek hét évig itt maradt. A helyiek meg vannak győződve, hogy Homérosz leírása pontosan illik az ő szigetükre.

## Gazdaság
A helyi lakosság főként mezőgazdasággal (ezen belül szőlőtermesztéssel és olajbogyó termesztéssel) foglalkozik, melynek feltételeit a közeli termékeny mezők teremtik meg. Ezen kívül többen foglalkoznak halászattal, de ennek a tenger távolsága miatt nincsenek nagy hagyományai. A 20. század második felétől a lakosság egye inkább a turizmus felé fordult. Autóskemping épült, a sziget közeli legmagasabb pontja ideális hegymászóterep. A hegymászó túrákat tavasszal és ősszel rendezik.

## Fordítás
Ez a szócikk részben vagy egészben  a   Babino Polje című horvát Wikipédia-szócikk ezen változatának fordításán alapul.  Az eredeti cikk szerkesztőit annak laptörténete sorolja fel. Ez a jelzés csupán a megfogalmazás eredetét és a szerzői jogokat jelzi, nem szolgál a cikkben szereplő információk forrásmegjelöléseként.